# Барикада
Барикада је вјештачка препрека обично направљена од приручних средстава. Подиже се на путевима, улицама, мостовима и другдје са намјером запречавања пролаза противнику или као борбени положај.

## На копну
На копну се користе још од старог вијека у Спарти и Картагини. У Паризу се 1358. подижу барикаде од буради (фр. barrique) пуњених земљом и везаних ланцима. Посебан значај добијају у разним револуцијама и побунама од Француске револуције до данас.
До 1848. напад на барикаде је извођен фронтално, уз велике губитке нападача. Нападачи тад прелазе на рушење кућа на странама барикада са експлозивом, да би напали браниоце с леђа. Ово доводи до премјештања пјешадије браниоца у околне зграде, а б. се користи само као препрека и артиљеријски положај. Власти у неким градовима прибјегавају проширењу улица, и прављењу локалних тврђава са гарнизонима, ради отежавања подизања барикада.
Од Шпанског грађанског рата па надаље, барикаде се често праве висине 1,5–2 метра, ширине 2 метра, а пред њима се постављају ровови, мине, фугасе и клопке. У једној улици је неколико оваквих барикада. Често су у брзини рушене зграде, чије рушевине падају на улицу и образују барикаду.
Барикаде су у Другом свјетском рату масовно кориштене при одбрани Варшаве, Лењинграда, Стаљинграда и Берлина.

## На води
На мору и ријекама барикаде се образују као балвани повезани ланцима на површини воде. Ово се назива и барикадним вратима. Полагање се врши барикадним бродовима. Барикаде се могу образовати и потапањем бродова.